# Ronde van Frankrijk 2008/Twintigste etappe
De twintigste etappe van de Ronde van Frankrijk 2008 werd verreden op 26 juli 2008 over een afstand van 53 kilometer. Het was de tweede tijdrit van de ronde van Frankrijk 2008 en tevens de laatste kans voor de klassementsrenners om de tour te winnen. De winnaar zou later worden geschrapt uit de uitslag na een positieve dopingcontrole.

## Meetpunten onderweg

### Eerste meetpunt
In Rond-Bernard, na 18,0 km
| pos | renner                | nationaliteit    | ploeg             | tijd   |
| --- | --------------------- | ---------------- | ----------------- | ------ |
| 1   | Fabian Cancellara     | Zwitserland      | Team CSC          | 21'30" |
|     | Stefan Schumacher     | Duitsland        | Team Gerolsteiner | z.t    |
| 3   | Denis Mensjov         | Rusland          | Rabobank          | op 22" |
| 4   | Kim Kirchen           | Luxemburg        | Team Columbia     | op 24" |
| 5   | Christian Vande Velde | Verenigde Staten | Team Garmin       | op 28" |
| 6   | Bernhard Kohl         | Oostenrijk       | Team Gerolsteiner | op 34" |
| 7   | Cadel Evans           | Australië        | Silence - Lotto   | op 38" |
| 10  | Carlos Sastre         | Spanje           | Team CSC          | op 46" |

### Tweede meetpunt
In Charenton-du-Cher, na 36,0 km
| pos | renner                | nationaliteit       | ploeg             | tijd     |
| --- | --------------------- | ------------------- | ----------------- | -------- |
| 1   | Fabian Cancellara     | Zwitserland         | Team CSC          | 42'38"   |
| 2   | Stefan Schumacher     | Duitsland           | Team Gerolsteiner | op 12"   |
| 3   | Kim Kirchen           | Luxemburg           | Team Columbia     | op 57"   |
| 4   | Christian Vande Velde | Verenigde Staten    | Team Garmin       | op 57"   |
| 5   | David Millar          | Verenigd Koninkrijk | Team Garmin       | op 1'03" |
| 7   | Cadel Evans           | Australië           | Silence - Lotto   | op 1'30" |
| 8   | Bernhard Kohl         | Oostenrijk          | Team Gerolsteiner | op 1'33" |
| 14  | Carlos Sastre         | Spanje              | Team CSC          | op 1'53" |

### Derde meetpunt
Na 47,5 km
| pos | renner                | nationaliteit       | ploeg             | tijd     |
| --- | --------------------- | ------------------- | ----------------- | -------- |
| 1   | Stefan Schumacher     | Duitsland           | Team Gerolsteiner | 58'12"   |
| 2   | Fabian Cancellara     | Zwitserland         | Team CSC          | op 14"   |
| 3   | Kim Kirchen           | Luxemburg           | Team Columbia     | op 56"   |
| 4   | Christian Vande Velde | Verenigde Staten    | Team Garmin       | op 1'06" |
| 5   | David Millar          | Verenigd Koninkrijk | Team Garmin       | op 1'24" |
| 7   | Cadel Evans           | Australië           | Silence - Lotto   | op 1'52" |
| 9   | Bernhard Kohl         | Oostenrijk          | Team Gerolsteiner | op 2'07" |
| 11  | Carlos Sastre         | Spanje              | Team CSC          | op 2'12" |

## Uitslag
| pos | renner                | nationaliteit       | ploeg             | tijd      |
| --- | --------------------- | ------------------- | ----------------- | --------- |
| 1   | Stefan Schumacher     | Duitsland           | Team Gerolsteiner | 1u 03'50" |
| 2   | Fabian Cancellara     | Zwitserland         | Team CSC          | op 21"    |
| 3   | Kim Kirchen           | Luxemburg           | Team Columbia     | op 1'01"  |
| 4   | Christian Vande Velde | Verenigde Staten    | Team Garmin       | op 1'05"  |
| 5   | David Millar          | Verenigd Koninkrijk | Team Garmin       | op 1'37"  |
| 6   | Denis Mensjov         | Rusland             | Rabobank          | op 1'55"  |
| 7   | Cadel Evans           | Australië           | Silence - Lotto   | op 2'05"  |
| 8   | Sebastian Lang        | Duitsland           | Team Gerolsteiner | op 2'19"  |
| 9   | Bernhard Kohl         | Oostenrijk          | Team Gerolsteiner | op 2'21"  |
| 10  | George Hincapie       | Verenigde Staten    | Team Columbia     | op 2'28"  |
| 12  | Carlos Sastre         | Spanje              | Team CSC          | op 2'34"  |

## Algemeen klassement
| pos | renner                | nationaliteit    | ploeg                  | tijd       |
| --- | --------------------- | ---------------- | ---------------------- | ---------- |
|     | Carlos Sastre         | Spanje           | Team CSC               | 84u 01'00" |
| 2   | Cadel Evans           | Australië        | Silence-Lotto          | op 1'05"   |
| 3   | Bernhard Kohl         | Oostenrijk       | Team Gerolsteiner      | op 1'20"   |
| 4   | Denis Mensjov         | Rusland          | Rabobank               | op 2'00"   |
| 5   | Christian Vande Velde | Verenigde Staten | Team Garmin - Chipotle | op 3'12"   |
| 6   | Fränk Schleck         | Luxemburg        | Team CSC               | op 4'28"   |
| 7   | Samuel Sánchez        | Spanje           | Euskaltel-Euskadi      | op 6'32"   |
| 8   | Kim Kirchen           | Luxemburg        | Team Columbia          | op 7'02"   |
| 9   | Alejandro Valverde    | Spanje           | Caisse d'Epargne       | op 7'26"   |
| 10  | Tadej Valjavec        | Slovenië         | AG2R                   | op 9'12"   |

## Nevenklassementen

### Puntenklassement
| rang | renner       | land      | ploeg           | punten |
| ---- | ------------ | --------- | --------------- | ------ |
|      | Óscar Freire | Spanje    | Rabobank        | 244    |
| 2    | Erik Zabel   | Duitsland | Team Milram     | 202    |
| 3    | Thor Hushovd | Noorwegen | Crédit Agricole | 198    |

### Bergklassement
| rang | renner        | land       | ploeg              | punten |
| ---- | ------------- | ---------- | ------------------ | ------ |
|      | Bernhard Kohl | Oostenrijk | Team Gerolsteiner  | 125    |
| 2    | Carlos Sastre | Spanje     | Team CSC Saxo Bank | 80     |
| 3    | Fränk Schleck | Luxemburg  | Team CSC Saxo Bank | 80     |

### Jongerenklassement
| rang | renner          | land      | ploeg              | tijd        |
| ---- | --------------- | --------- | ------------------ | ----------- |
|      | Andy Schleck    | Luxemburg | Team CSC Saxo Bank | 84u 12' 32" |
| 2    | Roman Kreuziger | Tsjechië  | Liquigas           | op 1' 17"   |
| 3    | Vincenzo Nibali | Italië    | Liquigas           | op 17' 01"  |

### Ploegenklassement
| rang | ploeg              | land       | tijd          |
| ---- | ------------------ | ---------- | ------------- |
|      | Team CSC Saxo Bank | Denemarken | 251u 54' 35"  |
| 2    | AG2R-La Mondiale   | Frankrijk  | op 15' 49"    |
| 3    | Rabobank           | Nederland  | op 1u 05' 33" |

1e etappe ·
2e etappe ·
3e etappe ·
4e etappe ·
5e etappe ·
6e etappe ·
7e etappe ·
8e etappe ·
9e etappe ·
10e etappe ·
11e etappe ·
12e etappe ·
13e etappe ·
14e etappe ·
15e etappe ·
16e etappe ·
17e etappe ·
18e etappe ·
19e etappe ·
20e etappe ·
21e etappe
Startlijst · Eindstanden · Afbeeldingen